# Daily Planet
Daily Planet（デイリー・プラネット）は、TOKYO FMで放送されていたラジオ番組。“アナタと創るラジオの中の新聞社”が番組コンセプト。DJの喋る時間よりも音楽の流れる時間が長い。
タイトルは「スーパーマン」に登場する架空の新聞の名を頂いたもの。

なお、2008年12月末で堀内貴之は番組を降板したが、2009年2月よりDaily Planetの思想を引き継いだWebサイトDP labを立ち上げた。

## コーナー
- 20:09 [Breaking News]　世界中で巻き起こるオドロキのニュースを掲載
- 20:30 [TRY&ANGLE]　新しい風を感じさせるトレンドやカルチャーを紹介
- 20:50 [アシタノラジオ]　ラジオの新しい可能性を探るエンタメページ
- 20:55 TOSHIBA presents GIFT FROM THE WORLD＜TOSHIBA＞鈴木万由香（月～金曜）
- 21:04 [Humming bird]　毎回ゲストを招いていろいろと地球環境について話していくページ

## 放送時間
- 月曜 - 水曜 20:00 - 21:55、木曜 21:00 - 21:55（2007年4月 - 9月）

2007年9月まで木曜が21時開始だったのは、20:00 - 21:00に「大江千里のLive Depot」を放送していたため。
- 月曜 - 木曜 20:00 - 21:55（2007年10月 - 2008年9月）
- 月曜 - 木曜 20:00 - 21:30（2008年10月 - 2009年3月）

## DJ
- 堀内貴之（開始～2008.12.31）
- 石川實（2009.1.1～2009.3.31、10ヶ月ぶりのTOKYO FM登板）
- 守乃ブナ（現：鈴木万由香、Humming bird）
- 小川瀬里奈（開始～2008.9、Dr.ホリンキー診療所）

## 特別番組による Daily Planetの短縮放送
Daily Planetは、特別番組などで短縮放送になることがある。 
- 2007年11月8日は、21:00から「カー・ライフ・ステージ・イン丸ビル」が放送するため、20:55までの放送となった（一部の局以外では 「TOSHIBA presents GIFT FROM THE WORLD」も放送）。
- 2007年12月24日・25日は、21:30から「TOKYO FM Midtown Studio クリスマススペシャル  Program "1st"」が放送するため、21:30までの放送。

## 特番として復活
- 2011年12月23日、TFMホリデースペシャル「Daisy Planet」として復活。（13:00〜15:00）「激動」の2011年、ジャスミン革命や金融危機など世界のニュースを振り返った。
- この特番の後、引き続き堀内貴之が「Hershey presents Sweet swing Christmas!」（15:00〜16:30）を担当。こちらはDaisy planetとは異なり「気持ちがほっこりするような世界のニュース」を扱っている。また、フォーマットはDaily planetではなく、堀内の現在のレギュラー番組「シンクロのシティ」である。（リスナーからのメッセージも募集した。）